# 2016년 FIVB 배구 월드리그
틀:FIVB 토너먼트 정보
2016년 FIVB 배구 월드리그는 2016년 6월 16일부터 7월 17일까지 폴란드 크라쿠프에서 열린 27번째 연간 남자 배구 대회이다.
틀:FIVB 배구 월드리그